# Theodoros Tselidis
Theodoros Tselidis (5 de agosto de 1996) é um judoca grego nascido na Rússia. Foi medalhista de bronze nos Jogos Olímpicos de Verão de 2024 em Paris. Em 2018, ele ganhou a medalha de bronze para a Grécia no Campeonato Europeu de Judô de 2018. Ele também ganhou uma medalha de bronze nos Jogos Mediterrâneos de 2018.